# 长生人寿
長生人寿保險有限公司是總部位於中华人民共和国上海市的一家人壽保險公司。該公司是日本生命保險與中國長城資産管理公司的合資公司，也是中国首家中日合资寿险公司。

## 歷史
2003年9月，上海廣電有限公司與日本生命保險共同投資設立广电日生人寿，初始注册资本为3亿元，雙方各佔50%的股份。2008年5月，上海廣電有限公司宣布出让广电日生人寿50%股权。2009年9月，中国方面的股東換成中國長城資産管理公司。公司更名為长生人寿。2015年7月，中國長城資産管理公司及其全资子公司长城国富置业有限公司共同增资8.67亿元。增资后，中國長城資産管理公司持股51%，日本生命保险持股30%，长城国富置业有限公司持股19%。
2017年，长生人寿削减理财型产品，重点布局保障型产品。截至2020年11月，长生人寿综合和核心偿付能力充足率已经连续第七个季度下滑。同樣截至當年，長生人寿只有在2016年实现过微薄的盈利，其餘年份均虧損。2021年，长生人寿70%股权在上海联合产权交易所挂牌。2022年5月，长生人寿扭亏为盈。

## 外部連結
- 長生人寿保險有限公司 （页面存档备份，存于）（中国語）
- 日本生命保険相互会社 （页面存档备份，存于）（日本語）